# Вроцлавска митрополия
Вроцлавската митрополия (на полски: Metropolia wrocławska) е една от 14-те църковни провинции на католическата църква в Полша. Създадена е на 28 юни 1972 година от папа Павел VI. Настоящата и територия е установена през 1992 година с булата „Totus Tuus Poloniae Populus“ на папа Йоан-Павел II. Обхваща три епархии. 
Заема площ от 19 990 км2 и има 2 468 777 верни.

## Епархии
В състава на митрополията влизат епархиите с центрове Вроцлав, Швидница и Легница.
- Вроцлавска архиепархия – архиепископ митрополит Юзеф Купни
- Швиднишка епархия – епископ Игнаци Дец
- Легнишка епархия – епископ Збигнев Керниковски

## Фотогалерия
- „Св. Йоан Кръстител“, катедрален храм на Вроцлавската архиепархия
- „Св. св. Станислав и Вацлав“, катедрален храм на Швиднишката епархия
- „Св. ап. Петър и Павел“, катедрален храм на Легнишката епархия